# سیارک ۴۵۵۲
سیارک ۴۵۵۲ (به انگلیسی: 4552 Nabelek، نامگذاری:1980JC) چهار هزار و پانصد و پنجاه و دومین سیارک کشف شده‌است که در ۱۱ مه ۱۹۸۰ کشف شد.
قدر مطلق سیارک برابر ۱۳٫۷۰ است.